# Топольча
Топольча (пол. Topólcza, Топульча) — село в Польщі, у гміні Звежинець Замойського повіту Люблінського воєводства. Населення — 281 особа (2011).

## Історія
1620 року вперше згадується церква східного обряду в селі.
За даними етнографічної експедиції 1869—1870 років під керівництвом Павла Чубинського, у селі переважно проживали польськомовні римо-католики, меншою мірою — греко-католики, які також розмовляли польською.
У міжвоєнні 1918-1939 роки польська влада в рамках великої акції закриття та руйнування українських храмів на Холмщині і Підляшші перетворила місцеву православну церкву на римо-католицький костел.
У 1975—1998 роках село належало до Замойського воєводства.

## Населення
Демографічна структура станом на 31 березня 2011 року:
|          | Загалом | Допрацездатний вік | Працездатний вік | Постпрацездатний вік |
| -------- | ------- | ------------------ | ---------------- | -------------------- |
| Чоловіки | 137     | 30                 | 87               | 20                   |
| Жінки    | 144     | 22                 | 77               | 45                   |
| Разом    | 281     | 52                 | 164              | 65                   |